# Saeid Ezatolahi
Saeid Ezatolahi Afagh (tiếng Ba Tư: سعید عزت‌اللهی آفاق; sinh ngày 1 tháng 10 năm 1996) là một cầu thủ bóng đá chuyên nghiệp người Iran hiện thi đấu ở vị trí tiền vệ cho câu lạc bộ Vejle và đội tuyển quốc gia Iran.

## Thống kê sự nghiệp

### Câu lạc bộ
Tính đến 11 tháng 6 năm 2021
| Club              | Season       | League                   | League | League | Cup  | Cup   | League Cup | League Cup | Continental | Continental | Total | Total  |
| Club              | Season       | Division                 | Apps   | Goals  | Apps | Goals | Apps       | Goals      | Apps        | Goals       | Apps  | Goals! |
| ----------------- | ------------ | ------------------------ | ------ | ------ | ---- | ----- | ---------- | ---------- | ----------- | ----------- | ----- | ------ |
| Malavan           | 2012–13      | Persian Gulf Pro League  | 10     | 0      | 1    | 0     | —          | —          | —           | —           | 11    | 0      |
| Malavan           | 2013–14      | Persian Gulf Pro League  | 9      | 0      | 1    | 0     | —          | —          | —           | —           | 10    | 0      |
| Malavan           | 2014–15      | Persian Gulf Pro League  | 0      | 0      | 0    | 0     | —          | —          | —           | —           | 0     | 0      |
| Malavan           | Total        | Total                    | 19     | 0      | 2    | 0     | —          | —          | —           | —           | 21    | 0      |
| Atlético Madrid C | 2014–15      | Tercera División         | 5      | 0      | 0    | 0     | —          | —          | 1           | 0           | 6     | 0      |
| Rostov            | 2015–16      | Russian Premier League   | 1      | 0      | 0    | 0     | —          | —          | —           | —           | 1     | 0      |
| Rostov            | 2016–17      | Russian Premier League   | 10     | 1      | 1    | 0     | —          | —          | 6           | 1           | 17    | 2      |
| Rostov            | 2017–18      | Russian Premier League   | 0      | 0      | 0    | 0     | —          | —          | —           | —           | 0     | 0      |
| Rostov            | Total        | Total                    | 11     | 1      | 1    | 0     | —          | —          | 6           | 1           | 18    | 2      |
| Anzhi (loan)      | 2016–17      | Russian Premier League   | 10     | 0      | 1    | 0     | —          | —          | —           | —           | 11    | 0      |
| Amkar Perm (loan) | 2017–18      | Russian Premier League   | 15     | 1      | 1    | 0     | —          | —          | —           | —           | 16    | 1      |
| Reading (loan)    | 2018–19      | EFL Championship         | 4      | 0      | 0    | 0     | 0          | 0          | —           | —           | 4     | 0      |
| Eupen (loan)      | 2019–20      | Belgian First Division A | 4      | 0      | 2    | 0     | —          | —          | —           | —           | 6     | 0      |
| Vejle             | 2020–21      | Danish Superliga         | 29     | 4      | 3    | 0     | —          | —          | —           | —           | 32    | 4      |
| Career total      | Career total | Career total             | 97     | 6      | 10   | 0     | 0          | 0          | 7           | 1           | 114   | 7      |

### Quốc tế
Tính đến ngày 7 tháng 2 năm 2024
| Đội tuyển quốc gia | Năm  | Trận | Bàn |
| ------------------ | ---- | ---- | --- |
| Iran               | 2015 | 4    | 1   |
| Iran               | 2016 | 10   | 0   |
| Iran               | 2017 | 9    | 0   |
| Iran               | 2018 | 5    | 0   |
| Iran               | 2019 | 2    | 0   |
| Iran               | 2020 | 1    | 0   |
| Iran               | 2021 | 10   | 0   |
| Iran               | 2022 | 9    | 0   |
| Iran               | 2023 | 8    | 0   |
| Iran               | 2024 | 8    | 0   |
| Tổng               | Tổng | 66   | 1   |

Bàn thắng và kết quả của Iran được để trước.
| # | Ngày                 | Địa điểm                         | Đối thủ      | Bàn thắng | Kết quả | Giải đấu                      |
| - | -------------------- | -------------------------------- | ------------ | --------- | ------- | ----------------------------- |
| 1 | 12 tháng 11 năm 2015 | Sân vận động Azadi, Tehran, Iran | Turkmenistan | 2–1       | 3–1     | Vòng loại FIFA World Cup 2018 |